# Болгарське лезо
Комедія «Болгарське лезо (джентльмен, кавалер)» — перший болгарський художній фільм. Його вперше показали 13 січня 1915 року, і відповідно до тогочасних кінотехнологій фільм був чорно-білим і «німим». Сценарист, режисер і виконавець головної ролі – Василь Гендов. Вважається, що кіноплівка втрачена і залишилося лише 1-2 кадри.

## Сюжет
Елегантний і азартний болгарин зустрічає на вулиці молоду дівчину і починає залицятися до неї. Вона вирішує провчити болгарина і пропонує супроводжувати її на ринок, де вона робить багато покупок. Здивована, вона виявляє, що у неї немає грошей, і просить свого залицяльника позичити їх їй. Він погоджується.
Пані веде болгарина в розкішний ресторан і замовляє за його рахунок дорогі напої та закуски. Потім вона віддає болгарину пакунки з купленими речами і веде його додому. По дорозі вона зустрічає чоловіка і пропонує йому викликати карету і відпустити «носія». Надалі ці двоє їдуть від приголомшеного болгарина, який отримує дрібну монету за надану послугу.
Перший болгарський фільм – результат наполегливості, амбіційності та надзвичайної любові Василя Гендова до кінематографа.

## Акторський склад
- Василь Гендов – болгарин
- Мара Міятева-Ліпіна – молода леді
- Ангелов – чоловік леді
- Методі Станоев - перший перехожий
- Антон Дельбелло - клієнт у ресторані
- Тодор Стамболієв – другий перехожий